# سنوات الرصاص (المغرب)

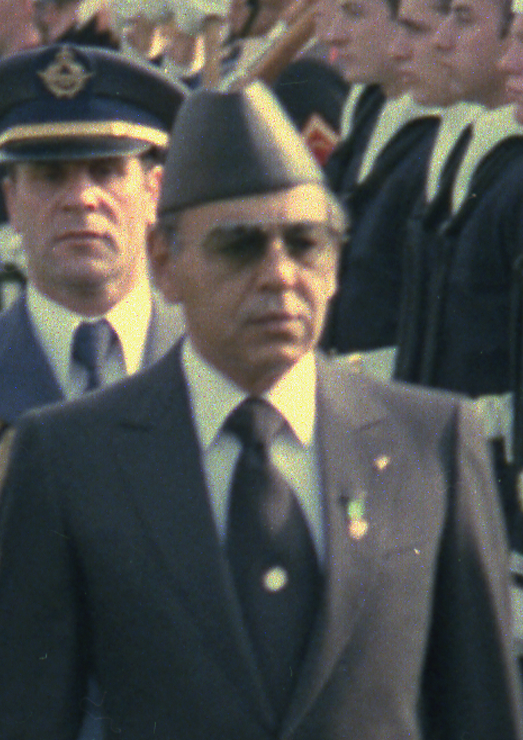
الحسن الثاني عام 1978.

سنوات الرصاص أو سنوات الجمر (أو سنوات الجمر والرصاص)، هو مصطلح متداول بين الفرق السياسية والصحفية المستقلة والمعارضة في المملكة المغربية، ويُشار به إلى فترة بين ستينات وثمانينات إلى بداية تسعينيات القرن العشرين، شهدت تلك الحقبة التاريخية، انتهاكات دأب النظام المغربي وقتها على ممارستها ضد معارضيه من اختفاء قسري وتعذيب واعتقالات دون محاكمة، كانت نتيجة لعدة انقلابات ميزت تلك الفترة أبرزها انقلاب الصخيرات ومحاولة انقلاب أوفقير، التي جاءت من محيط الراحل الحسن الثاني، بينما أدى المجتمع المدني ثمنها غاليا في الأرواح والتنمية، خلفت تأثيرات على البنية الداخلية للمجتمع سياسيا واقتصاديا وتنمويا.
بعد تولّي الملك محمد السادس الحكم بالمملكة، تمت إقالة وزير الداخلية إدريس البصري الذي كان الرجل الثاني في الدولة وأحد أبرز وجوه عهد الرصاص، فتم إعادة البحث في القضايا وطي صفحات الماضي الأسود بتأسيس هيئة الإنصاف والمصالحة التي كانت جسرا للحوار والتواصل من أجل جبر الضرر وإنصاف الضحايا. كما عمل على تطوير الوضع السياسي والاجتماعي والأمني والإداري والاقتصادي بما يعمل على تحقيق آليات تضمن عدم تكرار والسقوط في الأوضاع السابقة. وقد دعت منظمة هيومان رايتس ووتش الدولية المغرب في تقرير أصدرته مؤخرًا إلى ملاحقة القادة الأمنيين المسؤولين عن هذه الجرائم في حق الإنسانية.

## الإطار الزمني
حكم الحسن الثاني المملكة المغربية من عام 1961 حتى وفاته في عام 1999. تميزت فترة حكمه بالعديد من الاضطرابات السياسية الثقيلة، في المقابل يرى البعض أن سنوات الرصاص قد بدأت منذ استقلال المغرب عام 1956 وذلك بسببِ القمع السياسي الذي نهجهُ محمد الخامس خاصة في فترة الستينات ثم تواصل هذا القمع، بل زاد في كثير من الأحيان حتى نهاية تسعينيات القرن العشرين. في هذه الفترة شهدَ المغرب تحسنًا ملحوظًا وبطيئًا في المناخ السياسي وكذا وضع حقوق الإنسان. ليس هذا فقط؛ بل إنّ وتيرة الإصلاح قد تسارعت بعد تسلم محمد السادس العرش عام 1999 لكنها سرعان ما عادت إلى الانحدار بشكل تدريجي.[بحاجة لمصدر]

## القمع وضحاياه
خلال فترة سنوات الرصاص؛ تمّ اعتقال كل المنشقين ثم تمّ تعريضهم للضرب والجرح والإعدام أو على الأقل الاختفاء القسري. فرض النظام المغربي حينها حظرا على مجموعة من الكتب فيما حاول بسط يده على كل مقومات الثقافة في البلد حيث منع دور النشر من توزيع الجرائد باستثناء تلك الموالية له كما فرض رقابة شديدة على كل ما من شأنه إثارة الشغب ضده. بسبب عنف السلطات حينها وتأخر البلد لم تستطع الجمعيات الحقوقية ولا غيرها توثيق أعداد الضحايا أو إعداد قوائم للقتلى على يدِ النظام. لكن وبالرغم من ذلك فقد تمكنت وسائل الإعلام الأجنبية -خاصة الفرنسية منها- من توثيق مئات الاغتيالات السياسية والاختفاء القسري في حق سياسيين معارضين ونشطاء حقوقيين. عمل النظام المغربي بقيادة الحسن الثاني على نهج سياسة الاعتقالات التعسفية والتعذيب والترهيب في حق كل المعارضين وحاول صُنعَ بلد ذو اتجاه سياسي واحد يقوم فيه الكل على مبايعة الحسن.[بحاجة لمصدر]
بعض الأمثلة من القمع الحكومي:
- استهداف المنشقين: لطالما عانى المعارضون المغاربة والإجانب على حد سواء خلال حقبة فترات الرصاص. نهجَ النظام -الذي وُصف في كثير من الأحيان بالاستبدادي والدكتاتوري- على اغتيال كل المعارضين وترهيب الباقي من خلال أساليب شائعة مثل السجن والتعذيب أو حتّى الموت في ظروف غامضة. من الأمثلة الشائعة هناك المهدي بن بركة مؤسس الاتحاد الوطني للقوات الشعبية وزعيم مؤتمر القارات الثلاث الذي الذي عمل على مُحاربة الاستعمار من خلال تأسيسه لعددٍ من الحركات في جميع أنحاء المغرب. «اختفى» المهدي في باريس عام 1965 في ظروف غاضمة جدًا ومشكوك فيها. حينها قدّم محافظ باريس موريس بابون استقالته احتجاجًا على بطش الحكومة المغربية لمعارضيها حتى ولو كانوا في الديار الفرنسية. هناكَ أيضًا أبراهام السرفاتي الذي سُجن 17 عاما ثم نفي من قبل الحسن الثاني في أيلول/سبتمبر 1991.
- قمع المحتجين: قُتل المئات فيما اعتُقل الآلاف على يد السلطات المغربية وذلك في كل مرة يتم فيها تنظيم احتجاجات ضد حكم الحسن سواء كانت سلمية أو عنيفة. كثرت أعمال الشغب في سبعينيات القرن العشرين حيث عمد طلاب الجامعات وباقي النشطاء الحقوقيين والسياسيين على المطالبة بحقوقهم لكنهم تعرضوا للضرب والجرح والقتل بل إنّ الدبابات العسكرية كانت تجوب أحيانا كبرى شوارع المدن المغربية. في عام 1981؛ تمّ تنظيم احتجاجات كبيرة ومناهضة للحسن في الدار البيضاء لكن السلطات قمعتها ثم واجهتها بالعنف مما أسفر عن خسائر عدة في الأرواح والممتلكات. نفس السيناريو تكرّر في مدينة فاس عام 1990 وقد سقط حينها عشرات القتلى كذلك برصاص الأمن المغربي.
- تطهير الجيش: بعد محاولة الانقلاب العسكرية ضد الملك في عام 1971 و 1972، تم اعتقال كل الضباط الذين قادوا الانقلاب[ا] ثم أرسلوا إلى معسكرات الاعتقال السري مثل سجن تازمامرت حيث مات عدد كبير منهم هناك. سياسة النظام المغربي لم تتوقف عند هذا الحد بل امتزجت بالتناقض في كثير من الأحيان فعلى سبيل المثال لا الحصر أُدين محمد أوفقير اليد اليمني للحسن الثاني في 1965 بفرنسا وذلك بتهمة اغتيال المهدي بن بركة لكنه هو نفسه قد أُعدم في عام 1972 بعد محاولة الانقلاب الفاشلة عام 1972. لم يتوقف قمع النظام عند هذا الحدّ بل عمد الحسن على عقاب أوفقير -الميت أصلا- من خلال سجنِ أطفاله انتقامًا منه. كتبت ابنة محمد السيدة مليكة أوفقير رواية بعنوان السجينة وقد سردت فيه تجربتها في سجون النظام المغربي بلا تهمة.
- الصحراء الغربية: تسلّم المغرب عام 1975 الصحراء الإسبانية خلال المسيرة الخضراء.

## هيئة الإنصاف والمصالحة
يمكن اعتبار أن المرحلة الماضية قد انتهت بالتأكيد، عندما خَلَفَ الملك محمد السادس ذو التوجه الليبرالي لوالده على العرش في عام 1999. وفي حين لا يزال المغرب غير ديمقراطي بالمعنى الغربي للمصطلح وما تزال انتهاكات حقوق الإنسان تحدث بشكلٍ متكرر وفقًا لجماعاتٍ حقوقية (خاصة ضد الإسلاميين)، أجريت عدة إصلاحات مهمة لدراسة الانتهاكات الماضية. وأصبحت الصحافة أكثر حريةً من ذي قبل والنقاش حول العديد من الموضوعات مُكثَف، على الرغم من أن المَلَكيَة والإسلام السياسي. بقي البرلمان المغربي لا يتمتع بأي سلطة على الملك، لكن الانتخابات في المغرب أصبحت شبه عادلة، حيث كان تُزوَر أو تُعطَل بشكلٍ سافر لسنوات عديدة خلال السبعينيات والثمانينيات. كما تشكلت عدة منظمات مستقلة لحقوق الإنسان للتحقيق في تأثير القمع خلال سنوات الحكم والمطالبة بالتعويض عن الأضرار التي لحقت بها.
كان من أهم التطورات إنشاء هيئة الإنصاف والمصالحة (واختصارًا ERC، وبالفرنسي IER) في يناير 2004، وهي لجنة حكومية رسمية لحقوق الإنسان مخولة بدراسة انتهاكات حقوق الإنسان التي ارتكبتها الحكومة ومنح التعويضات عن ضحايا السياسات غير العادلة. رغم أن هذا لم يسبق له مثيل تقريبًا في الوطن العربي، إلا أن الاستقلال الفعلي للهيئة عن الإدارة الحالية وقدرتها على الوصول إلى الجناة في النخبة المغربية، المعروفة باسم ’’المخزن‘‘، كان موضع خلاف كبير. فهيئة الإنصاف والمصالحة لم تُكلَف بتحديد أو مقاضاة مرتكبي انتهاكات حقوق الإنسان المكتشفة ولم تكن هناك محاكمات ضد موظفي الحكومة بسبب تصرفاتهم خلال سنوات الجمر. وصفت جماعات حقوق الإنسان الوضع في الصحراء الغربية، وهو إقليم متاخم ومحل نزاع ضمته المغرب في سبعينيات القرن الماضي، بأنه خطير على نحو استثنائي. وهناك اتهامات بأن الهيئة إما أنه لا يمكنها أو لن تعالج حالات الصحراويين المُختفِين أو المقتولين بنفس الطريقة كما هو الحال مع المغاربة.
في 6 يناير 2006، أعرب الملك محمد السادس عن أسفه لانتهاكات حقوق الإنسان التي حدثت خلال عهد والده وتحدث عن الحاجة إلى الاستفادة من دروس الماضي. استُعرِضَ عمل اللجنة، والضرر العاطفي لسنوات الجمر على أربع عائلات، في الفيلم الوثائقي لعام 2008 أماكننا الممنوعة (بالفرنسية: Nos lieux interdits).